# E se domani (brano musicale)
E se domani è una canzone composta per il testo da Giorgio Calabrese e per la musica da Carlo Alberto Rossi. Fu presentata al Festival di Sanremo 1964 nell'interpretazione di Fausto Cigliano, in abbinamento con il cantante statunitense Gene Pitney. Nello stesso anno venne ripresa da Mina.

## Storia
E se domani, presentata a Sanremo, venne esclusa dalla finale nonostante un buon successo di pubblico e di critica.; Gene Pitney la incise nel 45 giri E se domani/Quando vedrai la mia ragazza, mentre Cigliano in E se domani/Il cuore a San Francisco

### La cover di Mina
Lo stesso anno Carlo Alberto Rossi, autore e editore della canzone, convinse Mina a inciderla e aggiungerla al nuovo album Mina, cui mancava solo un brano per essere completato.; in seguito venne inserita come lato B nei 45 giri Un anno d'amore/E se domani (1964) e Brava/E se domani (1965), diventando un classico di Mina.

### Altre cover
Vanta più di un centinaio di rifacimenti tra Italia ed estero, famosi ad esempio quelli di Julio Iglesias, Morgana King, Nilla Pizzi, Guido Relly e la sua orchestra; particolare, ma meno conosciuto quello di Natalino Otto.
Esiste la versione del 1964 cantata dall'autore e pubblicata sul 45 giri E se domani.../Stradivarius (Juke Box, JN 2299), inserita nella raccolta del 1967 Sempre (CAR Juke Box, CRJLP 00010).
Nel 1969 viene incisa da Lara Saint Paul nell'album Una canzone, un amore
Nel 1995 Amii Stewart interpreta il brano inserito nella compilation Mina contro Battisti - Le canzoni della nostra vita (RTI Music, RTI 0214-2).
Nel 2009 Nicky Nicolai incide la versione jazz del brano per l'album Sophisticated Lady (La Musica di Repubblica - L'Espresso).